# Urnenfriedhof Seestraße

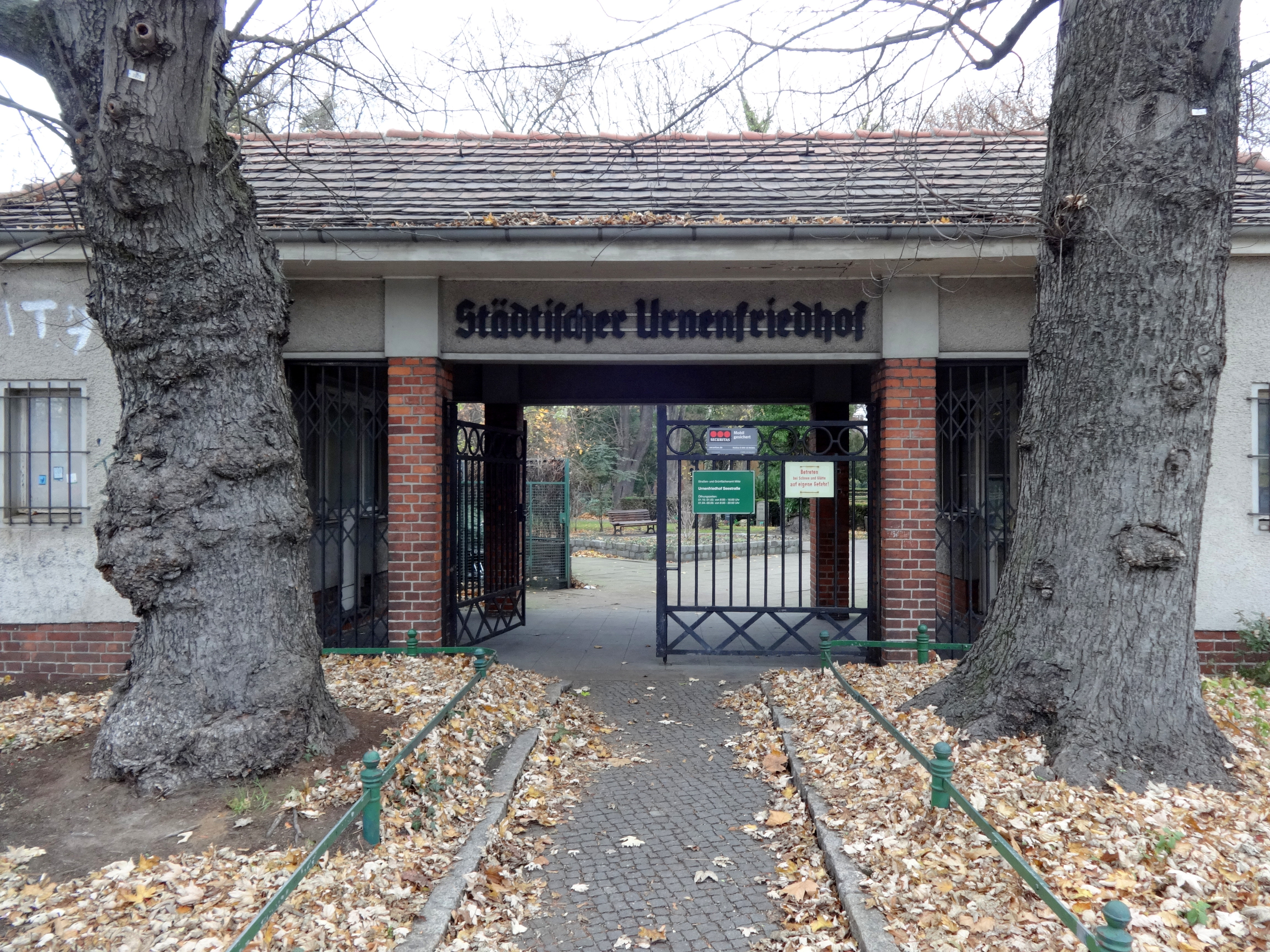
Haupteingang

Der Urnenfriedhof an der Seestraße, ursprünglich Begräbnisplatz der Charité, ist eine städtische Begräbnisstätte im Berliner Ortsteil Wedding des Bezirks Mitte. Der Friedhof belegt ein 5,26 Hektar großes, annähernd rechteckiges Gelände zwischen der See-, Müller- und Indischen Straße. Im Nordosten schließt sich unmittelbar der St.-Philippus-Apostel-Kirchhof an.

## Geschichte

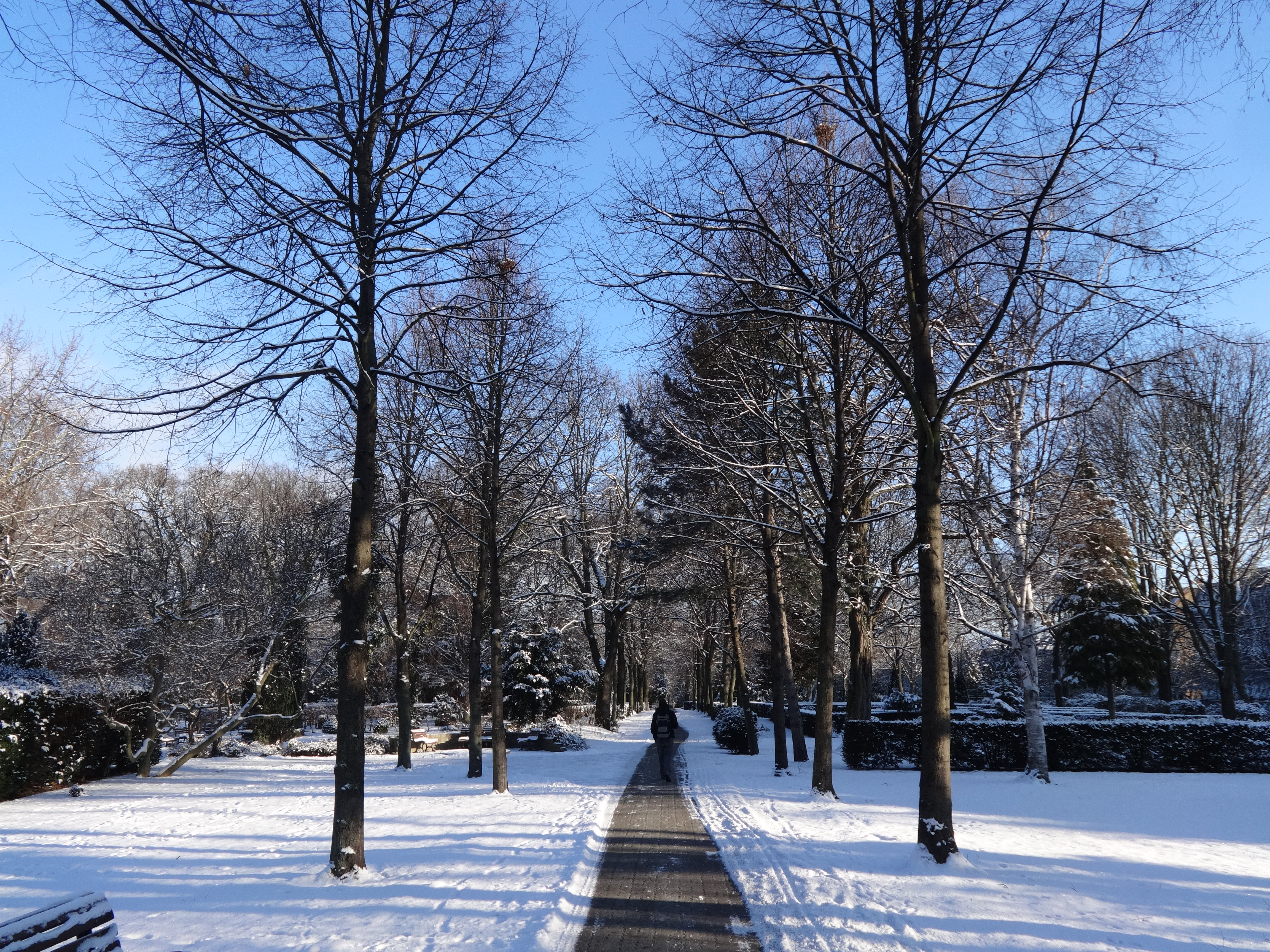
Allee durch den Friedhof

Zu Zeiten seiner Gründung lag der Friedhof am Berliner Stadtrand. Der Friedhof war umgeben von Wald, den Sandhügeln der Dünenlandschaft Nordberlins.
Das Gelände des heutigen Urnenfriedhofs wurde bereits seit 1859 für Begräbnisse genutzt. Anfangs wurden dort die in der Charité verstorbenen Patienten beigesetzt. Beigesetzt wurden dort diejenigen Toten, die keine Angehörige mehr hatten und zu Unterrichtszwecken an die Charité gegeben wurden. Laut der entsprechenden preußischen Verordnung handelte es sich dabei um „notorisch ganz verkommene[r] Personen, um die sich niemand kümmert“.
Im Jahr 1906 ging der Friedhof in städtisches Eigentum über. Nachdem Preußen 1912 die Feuerbestattung erlaubt und das Krematorium Wedding erbaut worden war, wurde der Friedhof als Urnenfriedhof genutzt. In den 1920er Jahren wurde die Begräbnisstätte auf die heutige Größe erweitert sowie 1929 eine Urnenhalle errichtet. Dabei folgte 1924 die Erweiterung hin zur Indischen Straße und 1926 bis 1931 eine Neugestaltung durch Liebchen und Gartenbaudirektor Schörner. 1937 wurde ein Marktplatz an der Müllerstraße in das Gelände einbezogen und dort der heutige Haupteingang errichtet.

## Gebäude
Die Urnenhalle, ein eingeschossiger Fachwerkbau, entstand 1929. Das Eingangsgebäude zur Müllerstraße hin stammt aus dem Jahr 1937.

## Mahnmal für den Aufstand vom 17. Juni

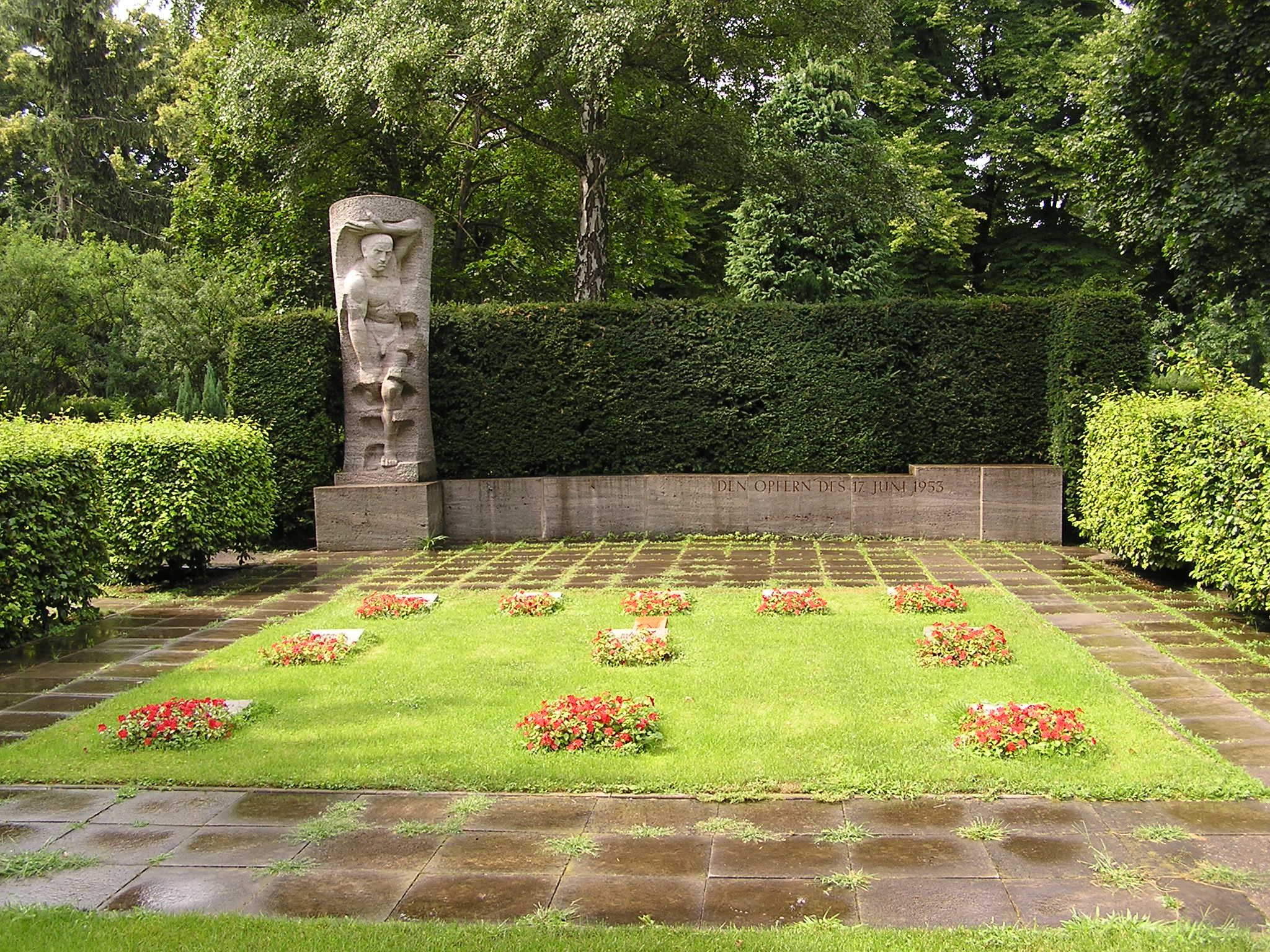
Gemeinschaftsgrab und Gedenkstätte für die Opfer des Aufstandes vom 17. Juni 1953

Auf dem Friedhof befindet sich das zentrale Mahnmal für die Opfer des Aufstandes vom 17. Juni 1953. Am 23. Juni 1953 wurden hier acht Opfer des Aufstandes beigesetzt, die in West-Berliner Krankenhäusern gestorben waren. Die Trauerfeier fand vor dem Rathaus Schöneberg statt, an dem die Toten vor der Bestattung aufgebahrt wurden und hatte etwa 125.000 Teilnehmer. Am 17. Juni 1955 folgte die Einweihung eines Mahnmals, das stellvertretend für alle Opfer steht. Das steinerne Mahnmal hat die Aufschrift Den Opfern des 17. Juni 1953. Es umfasst die Stirnseite der Grabanlage. Figürlich stellt es einen Mann dar, der in einem Steinblock gefangen ist und versucht aus diesem auszubrechen.
Die jährlichen Gedenkfeiern und Kranzniederlegungen von Bundesregierung und Berliner Senat finden bis heute an diesem Mahnmal statt. Die dort bestatteten Opfer des 17. Juni sind:
- Horst Bernhagen (* 16. März 1932; † 17. Juni 1953)
- Willi Göttling (* 14. April 1918; † 17. Juni 1953)
- Edgar Krawetzke (* 16. März 1933; † 18. Juni 1953)
- Oskar Pohl (* 3. November 1927; † 17. Juni 1953)
- Gerhard Santura (* 6. Mai 1934; † 17. Juni 1953)
- Gerhard Schulze (* 8. September 1911; † 18. Juni 1953)
- Rudi Schwander (* 3. August 1938; † 17. Juni 1953)
- Werner Sendisitzky (* 17. Juni 1937; † 17. Juni 1953)[5]

## Opfer des Nationalsozialismus

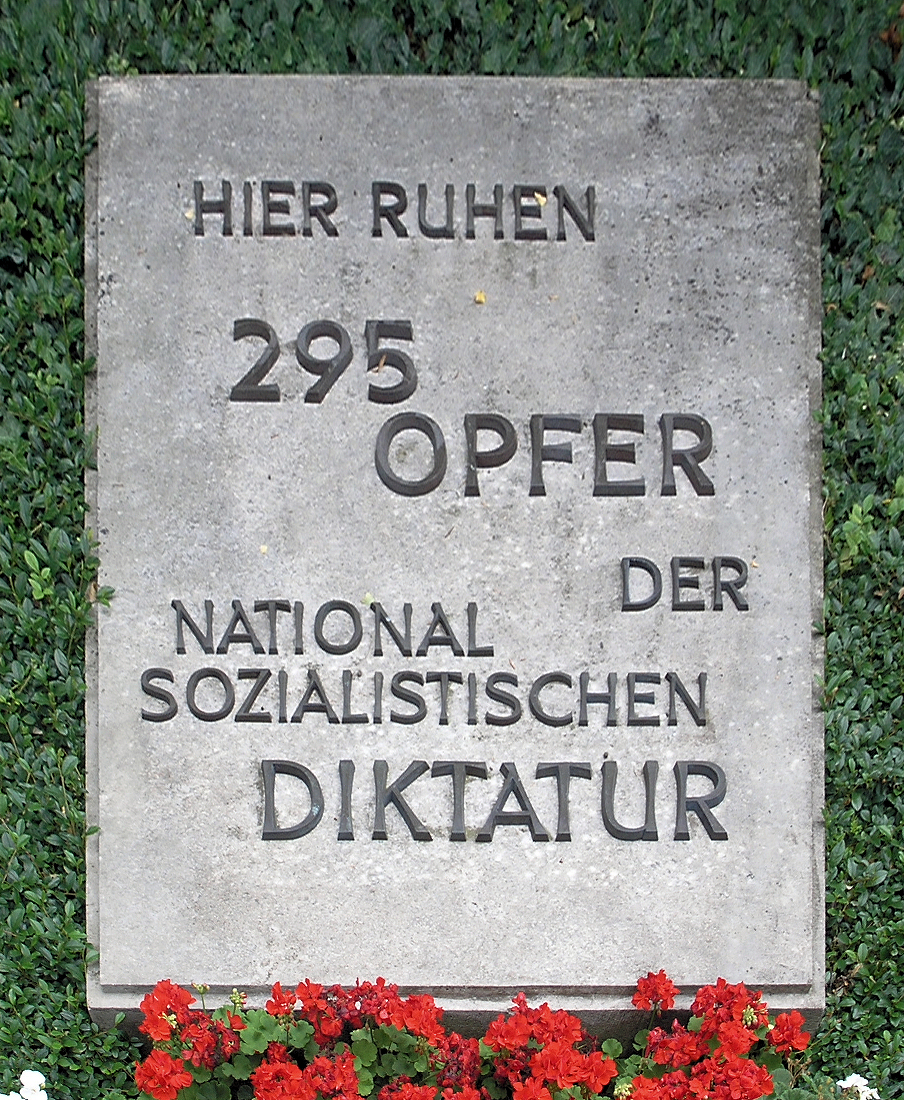
Sammelgrab für Opfer von Euthanasie, KZs und Zuchthäusern

Auf dem Friedhof sind zahlreiche Widerstandskämpfer gegen den Nationalsozialismus bestattet, darunter Otto Schmirgal, Albert Kayser, Max Urich, Theodor Thiele und Otto Lemm. Ein Sammelgrab für 295 Opfer des Nationalsozialismus beherbergt insbesondere Opfer des Euthanasie-Programms und KZ-Opfer. Aus den Konzentrationslagern Hartheim, Bernburg, Grafeneck, Sonnenstein, Hadamar-Mönchberg, Dachau und Buchenwald, ebenso wie Opfer aus den Zuchthäusern Plötzensee und Brandenburg.

## Islamische Bestattungen
Ab dem Herbst 2023 finden auf dem Friedhof auch Bestattungen für Muslime nach islamischen Regeln statt. Sie sind auch ohne Sarg möglich, bei denen der Leichnam in Tücher gewickelt ist. Aufgrund der im Islam üblichen unbefristeten Bestattung, wurde durch Absprachen des Bezirks Mitte mit muslimischen Vereinen vereinbart, die Gebeine tiefer zu vergraben, sodass nach Ablauf der zeitliche Befristung auf 20 Jahre nur die Grabsteine entfernt werden.

## Bestattete
Darüber hinaus fanden auf dem Urnenfriedhof Seestraße die folgenden bedeutenden Persönlichkeiten ihre letzte Ruhestätte:

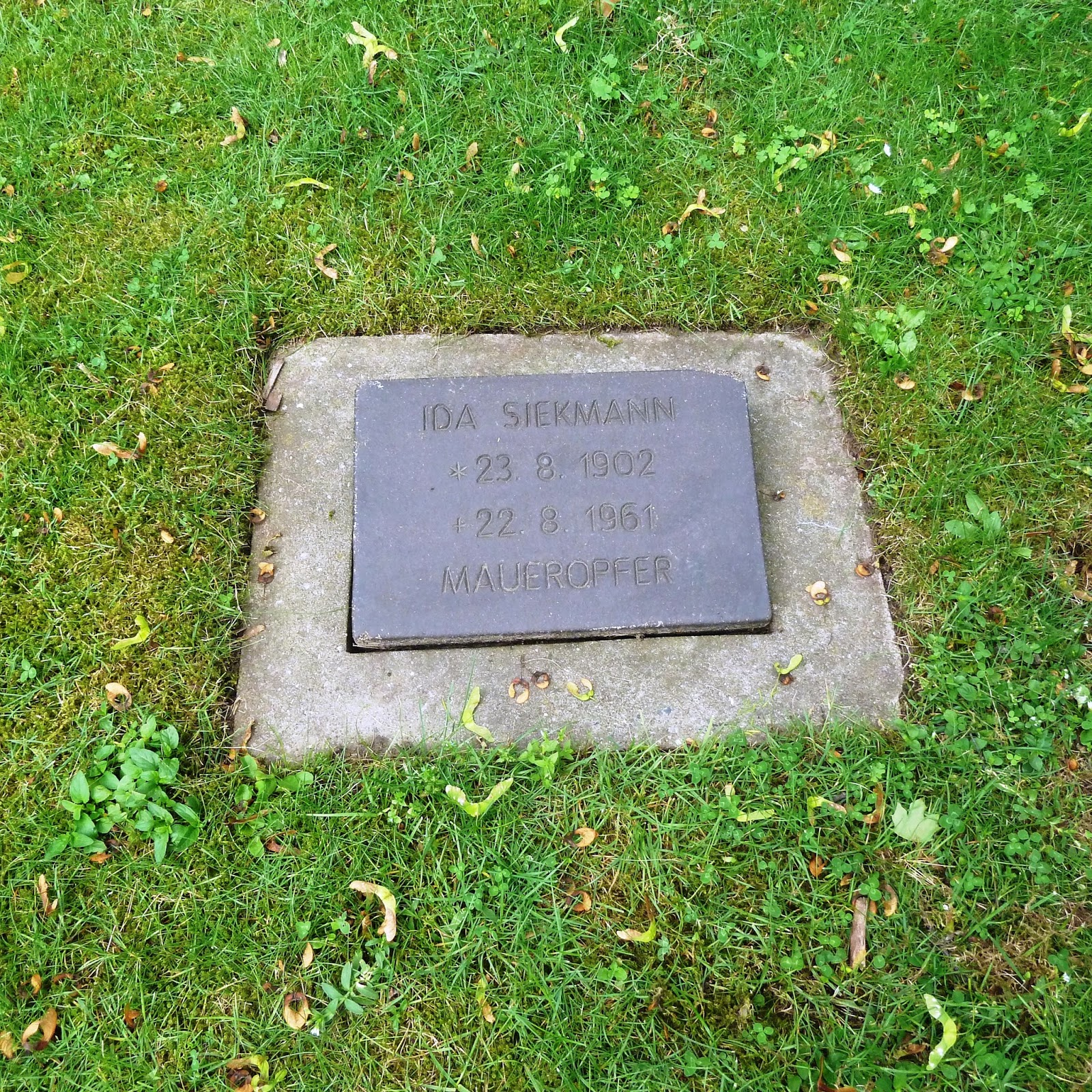
Das Grab von Ida Siekmann, erstes Opfer der Berliner Mauer

- Rudolf Germer (1884–1938), Landschaftsarchitekt
- Erika Heß (1934–1986), Weddinger Bezirksbürgermeisterin*
- Albert Kayser (1898–1944), Widerstandskämpfer* (Grab: Abt. VIII, Reihe 10, Nr. 470)
- Friedrich Krüger (1896–1984), Stadtältester* (Grab: Abt. II, Reihe 9, Nr. 44)
- Carl Leid (1867–1935), Weddinger Bezirksbürgermeister* (Grab: Abt. VIII, Reihe 5, Nr. 165)
- Otto Lemm (1896–1944), Widerstandskämpfer (Grab: Abt. V, Reihe 5, Nr. 14)
- Jonny Liesegang (1897–1961), Schriftsteller
- Franz Possehl (1905–1974), Stadtältester* (Grab: Abt. III, Reihe 3, Nr. 1)
- Gerhard Schlegel (1903–1983), Stadtältester* (Grab: Abt. VIII, Reihe 3, Nr. 193)
- Otto Schmirgal (1900–1944), Widerstandskämpfer* (Grab: Abt. VIII, Reihe 10, Nr. 470)
- Ida Siekmann (1902–1961), erstes Opfer der Berliner Mauer
- Theodor Thiele (1906–1974), Widerstandskämpfer, Bezirksstadtrat (Grab: Abt. I, Reihe 7, Nr. 15a)
- Max Urich (1890–1968), Gewerkschafter und Politiker (Grab: Abt. V, Reihe 4, Nr. 109)

(* = Ehrengrab des Landes Berlin)